# 데니세 키뇨네스
데니세 키뇨네스(Denise Quiñones, 1980년 9월 9일 ~ )는 푸에르토리코의 배우, 모델, 미인 대회 우승자이다. 미스 푸에르토리코 유니버스 2001, 미스 유니버스 2001 우승자이다. 미스 유니버스에서 우승한 네 번째 푸에르토리코 여성이다.